# Batalla de Andoáin
La Batalla de Andoáin (en vasco: Andoaingo Gudua) fue una encuentro armado que se libró el 14 de septiembre de 1837, en el contexto de la Primera Guerra Carlista, en Guipúzcoa. Esta acción tuvo lugar en Andoáin, al sur del principal bastión liberal situado en San Sebastián. Las tropas liberales, comandadas por el general cristino Leopoldo O'Donnell, habían tomado Andoáin el 9 de septiembre, empujando a su guarnición carlista hacia la orilla occidental del río Oria. Prosiguió un período de tres días de construcción de parapetos por parte de ambos bandos con enfrentamientos esporádicos. Tras dos días de una guerra de trincheras, los carlistas lanzaron fuego de artillería pesada sobre las líneas liberales seguida de una ofensiva total al mediodía reforzada con contingentes traídos desde Navarra por el general José Ignacio de Uranga. Los liberales fueron flanqueados por su ala izquierda y sus líneas se desmoronaron. Solo dos regimientos de la Legión Auxiliar Británica y varios de sus guías locales vascos, los llamados peseteros o chapelgorris, se mantuvieron para resistir el avance carlista, siendo finalmente superados en número e invadidos. La mayoría de los británicos que se rindieron ante los carlistas fueron ejecutados, acusados de la quema varios graneros y caseríos en los días previos. La batalla supuso el final de la Legión Auxiliar Británica como fuerza de combate eficaz, con dos tercios de sus miembros muertos, heridos o ejecutados por los carlistas y los residentes civiles locales. El general O'Donnell y el resto de sus fuerzas se replegaron a Hernani.

## Contexto
Tras la batalla de Oriamendi en marzo de 1837, con la moral del ejército carlista en alza, el pretendiente real Carlos María Isidro de Borbón concibió un avance de su ejército por Aragón, Cataluña y Valencia para conseguir suministros y refuerzos de sus aliados en la región, para después llevar a cabo una ofensiva total sobre el Madrid. El principal motivo de la operación era levantar el bloqueo liberal en las provincias vascongadas, que estaba afectando a la economía de estas zonas controladas por los carlistas. Los historiadores se refieren al plan como la Expedición Real.
La Legión Auxiliar Británica, que había sido duramente derrotada en Oriamendi y tenía su base en San Sebastián, aprovechó las circunstancias para liderar una ofensiva liberal por la cornisa cantábrica, defendida únicamente por guarniciones aisladas. Los liberales sólo encontraron cierta resistencia en Irún, que fue tomada por asalto y saqueada el 17 de mayo. Cuando las tropas carlistas se acercaban a Madrid, el general liberal español O'Donnell abandonó la sitiada San Sebastián para lanzar una exitosa ofensiva hacia el sur, sobre Hernani y Urnieta. Los carlistas se replegaron al otro lado de los ríos Oria y Leizarán, cerca de Andoáin.

## Preparativos
El 8 de septiembre de 1837, O'Donnell reunió una fuerza de 7.000 hombres para avanzar sobre las líneas carlistas entre los pueblos de Hernani y Urnieta. Los liberales empujaron a sus enemigos hacia la barrera natural formada por los ríos Oria y Leizarán, donde los dos ejércitos se enfrentaron en una distancia de apenas 200 metros. O'Donnell estableció su cuartel general en Andoáin, situado en la vía principal entre San Sebastián y el bastión carlista de Tolosa. Las fuerzas carlistas, compuestas por cinco batallones guipuzcoanos y una milicia improvisada de vecinos, controlaban la orilla occidental del río Oria.
Las fuerzas adversarias comenzaron a fortificar sus posiciones y atrincheramientos, reconstruyendo los hombres de O'Donnell la fortaleza de la villa, destruida por los rebeldes en retirada, y la facción carlista levantando una barricada de dos metros de altura con varias troneras que les permitía mantener el pueblo bajo fuego. La muralla tenía forma de herradura, siguiendo el curso del arroyo, con el lado convexo dirigido hacia Andoáin. 
El extremo izquierdo acabó en un búnker, donde los carlistas montaron una guardia permanente. La estrechez del arroyo y el puente principal hicieron que cualquier fuerza que intentara cruzar el río fuera un blanco fácil para los rebeldes. El fuego certero desde los parapetos carlistas de hecho obstaculizó la construcción de los liberales de sus propios parapetos. El búnker carlista estaba conectado con su retaguardia por un barranco cuyos bordes estaban protegidos por peñascos rocosos, mientras que los huecos se cerraban con arquetas rellenas de arcilla y piedras. Esto significa que cualquier refuerzo o movimiento fuera o dentro del búnker y eventualmente hacia la barricada pasó desapercibido para los liberales. 
En el lado derecho de las trincheras, el terreno permitía a O'Donnell comandar las posiciones enemigas, que en ocasiones eran controladas por la artillería británica, que provocaba numerosas bajas entre los carlistas cuando sus proyectiles daban en el blanco. La batería británica estaba compuesta por dos cañones de nueve libras y un obús de doce libras. En el transcurso de estas escaramuzas, dos oficiales británicos resultaron heridos por francotiradores. Las tropas liberales españolas estaban estacionadas a la izquierda y a la derecha de las fortificaciones, mientras que dos compañías de fusileros británicos estaban desplegadas en varios puestos de avanzada a lo largo del río. Para castigar a los simpatizantes carlistas por los suministros proporcionados, las tropas británicas incendiaron 126 graneros. Esta acción enfureció a los vecinos del lugar, que buscaron venganza desplazándose masivamente a la zona carlista y uniéndose a las filas rebeldes. Una fuerza regular británica de Royal Marines y Royal Artillery se desplegó en Hernani, pero no intervino en las siguientes acciones.

## La batalla

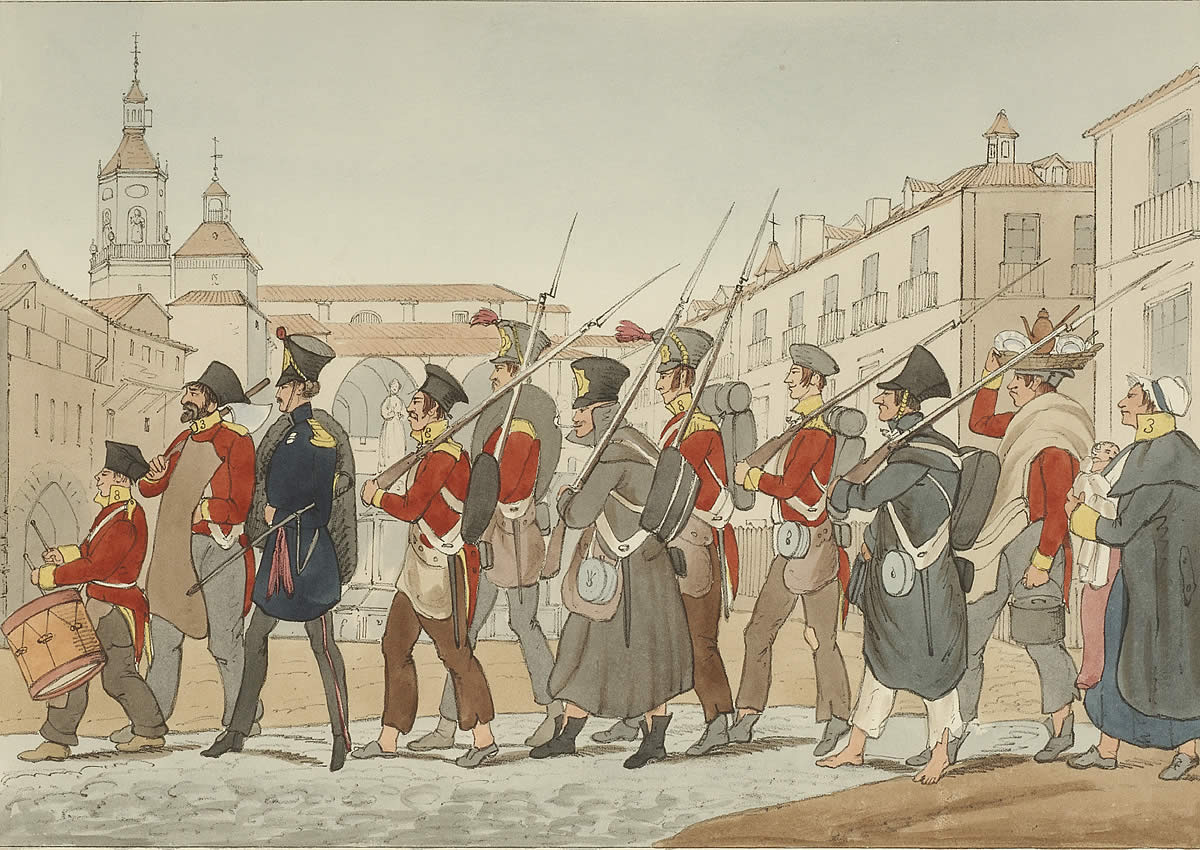
Tropas británicas de la Legión Auxiliar en Vitoria (1837)

Durante el proceso de preparación, las tropas navarras dirigidas por el general José Ignacio de Uranga, partiendo de Arróniz en Navarra, se escabulleron por el valle entre Tolosa y Andoáin. Estos refuerzos aumentaron la fuerza del ejército rebelde a unos 3.000 soldados. En la mañana del 14 de septiembre, los leales descubrieron que se habían montado dos emplazamientos de artillería en la empalizada. Cinco cañones rebeldes comenzaron a descargar fuego pesado sobre las fuerzas liberales en el propio Andoáin. La batería británica devolvió el fuego y afirmó haber silenciado una de las piezas. El intercambio se prolongó hasta las 11 horas, cuando la infantería rebelde salió de sus atrincheramientos y, apoyada por un intenso fuego de fusilería, avanzó por los flancos izquierdo y derecho del ejército liberal. El plan de Uranga era atraer al cuerpo principal del ejército liberal hacia su derecha, al norte de Andoáin, y luego lanzar un ataque en dos frentes contra el centro y la izquierda debilitados. Los regimientos de Rifles Británicos y Escoceses estaban en el centro, vigilando el puente principal sobre el río Oria, junto con la milicia vasca leal al gobierno español, conocida como los chapelgorris. Los chapelgorris se vieron obligados a abandonar sus puestos en el puente tras feroces combates, ya que el ala derecha del ataque carlista avanzaba en la orilla oriental del río.
Según fuentes británicas, fue en esta etapa de la batalla cuando el coronel F.R. Clarke, al mando de un regimiento escocés, reunió una columna de casi 300 soldados en la plaza principal de la ciudad y lanzó un ataque de bayoneta en dirección al puente, que finalmente hizo retroceder a los carlistas hasta la orilla del río. Antes en la batalla, sin embargo, O'Donnell había movido el batallón Gerona, formado por soldados españoles veteranos que habían mantenido a raya a las fuerzas carlistas en el flanco izquierdo durante los últimos días, para enfrentarse a lo que percibía como el principal esfuerzo carlista por su derecha,
 reemplazándolos por las inexpertas tropas del batallón Infanta Isabel . Estos jóvenes reclutas huyeron presas del pánico cuando las fuerzas rebeldes llegaron a la orilla oriental del río Oria. Su retirada permitió al ejército carlista flanquear a los británicos por su izquierda. El carro de artillería de la Legión, cuyos cañones habían sido emplazados en el lado derecho de las fortificaciones, se vio obligado a retirarse, defendido por los lanceros británicos y devolviendo el fuego siempre que fue posible. Dos artilleros británicos murieron por fuego de contrabatería. En este punto, las tropas del coronel Clarke quedaron atrapadas entre el puente y el centro de Andoáin, ahora ocupado por los carlistas.
Clarke fue visto por última vez en la cabecera del puente, donde recibió una herida de sable de un oficial carlista en una de sus piernas y cayó de su caballo. Clarke, con el brazo izquierdo todavía en cabestrillo por una herida recibida en Oriamendi, fue hecho prisionero y ejecutado al día siguiente en Tolosa. Uno de los subordinados de Clarke, el capitán Larkham, fue asesinado a tiros por un francotirador mientras participaba en un duelo a espada con un oficial carlista. Después de la acción en el puente, los escoceses y dos compañías de rifles quedaron aislados del centro del pueblo. Una de las compañías de fusileros que vigilaban el parapeto principal carlista, comandada por el capitán Courtenay y dos subalternos, casi fue azotada por los rebeldes españoles, quedando sólo cinco supervivientes. Los rezagados británicos huyeron en desorden, solo para ser asesinados por los rebeldes o morir de agotamiento. Mientras tanto, los restos de la columna de Clarke buscaron refugio en la iglesia local. Los gruesos muros del edificio proporcionaban una buena protección contra los disparos, y en sus almacenes había abundancia de alimentos y suministros, pero los 25 soldados finalmente se rindieron a los carlistas el 16 de septiembre, con la promesa de clemencia.
Durante la retirada de Andoáin, el general español O'Donnell escapó por poco cuando su caballo fue asesinado por una bala carlista. Superado por la tumultuosa retirada de sus tropas, O'Donnell cayó en una zanja. Fue rescatado por el coronel James Arbuthnot, un oficial escocés que llevaba 35 años al servicio de España. Fue en esta fase de la batalla cuando una compañía de Lanceros realizó una acción de retaguardia, en un intento de relevar a los escoceses y fusileros sitiados en el pueblo y recuperar un carro de cohetes volcado en la retirada. La carga de caballería en Andoáin finalmente fue rechazada por los carlistas. La acción resultó en la muerte del comandante de la compañía y el ayudante de campo del brigadier O'Connell, el alcalde McKellar y dos rangos. Un total de 13 oficiales británicos perdieron la vida en Andoáin, algunos de ellos ejecutados o linchados tras la rendición. La acción duró apenas media hora. Sobrecargados por su propio progreso, los carlistas se vieron obligados a abandonar Urnieta, que fue retomada brevemente por los lanceros y otras tropas leales. Sin embargo, O'Donnell consideró que la posición era insostenible y ordenó a sus hombres que retrocedieran hacia Hernani al anochecer. Las tropas carlistas victoriosas reunieron 100.000 cartuchos de bolas, 1.500 armas de fuego, 199 cohetes, 150 tiendas del ejército británico, 3.000 pares de zapatos y provisiones para tres días para 10.000 hombres.

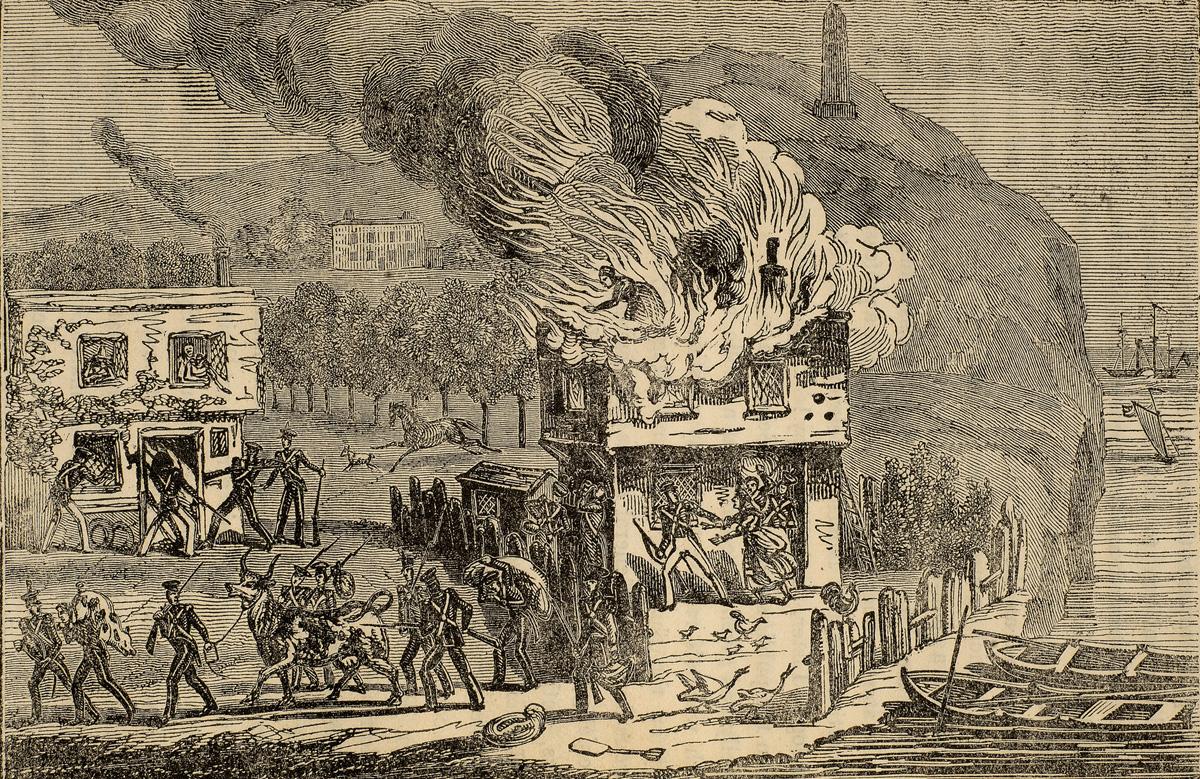
Tropas británicas quemando casas de campesinos vascos (1836)

### Masacre de prisioneros británicos
Aunque la Convención de Lord Eliot puso fin, o al menos refrenó, la ejecución indiscriminada de prisioneros, los carlistas no solían aplicar el acuerdo a los combatientes extranjeros, particularmente después de que Carlos de Borbón promulgara el "Decreto de Durango" que establecía que todos los extranjeros "aventureros" que luchaban con las fuerzas liberales debían ser fusilados inmediatamente después de rendirse. De hecho, la mayoría de las tropas de la Legión que depusieron las armas en Andoáin fueron juzgadas sumariamente por incendio premeditado y ejecutadas a la vista, o linchadas por los vecinos, hombres y mujeres, cuyos graneros y propiedades habían sido incendiados por las tropas británicas en los días previos. La quema de viviendas civiles y fincas ya había sido denunciada en la Diputación Carlista de Guerra en la sesión del 10 de septiembre. La multitud gritaba en euskera: «ez da cuartelic suematen duenentzat!» ("sin cuartel para los incendiarios"). Fuentes españolas sitúan el número de ejecuciones allí en 60. Todos los soldados británicos capturados en Andoáin fueron obligados a marchar hasta el cuartel rebelde de Tolosa, donde también fueron masacrados en la plaza principal. Fuentes del ejército británico de Pamplona informaron en cambio que los prisioneros británicos tomados en Andoáin fueron asesinados in situ, con la excepción de 37 soldados, 20 de ellos apuñalados en el camino a Tolosa y los 17 restantes fusilados en el bastión carlista.

## Secuelas
La Legión Auxiliar Británica dejó de existir como una fuerza de combate útil, con un total de 500 bajas, lo que representa dos tercios de la fuerza de la Legión. Algunos autores afirman la ejecución de unos 150 oficiales y rangos después de la batalla. Alexander Sommerville contabiliza 136 muertos, 131 de ellos de los regimientos Rifles Británicos y Escoceses, sin distinguir entre muertos en acción y ejecutados. El cirujano de la Legión Henry Wilkinson y la prensa británica de la época difieren ligeramente de Sommerville, con 13 oficiales y 143 soldados muertos en acción o masacrados. Otras fuentes se refirieron a hasta 25 oficiales asesinados. Las numerosas bajas, junto con la falta crónica de pagos y suministros adeudados por el gobierno español y la indiferencia de la Corona británica llevaron a la disolución oficial de la Legión Auxiliar el 10 de diciembre de 1837.
Las pérdidas de las tropas liberales españolas ascendieron a 320 muertos y heridos y 114 prisioneros. Algunos de los oficiales fueron asesinados por lanceros españoles y británicos mientras desertaban de sus tropas.
Las pérdidas del ejército de Uranga fueron mínimas, con no más de 100 bajas, todas ellas por heridas, según algunas fuentes. El pretendiente real Don Carlos celebró la victoria con un Te Deum en Tolosa e instituyó la Cruz de Andoáin, una condecoración especial otorgada a los soldados carlistas que habían tomado parte en la batalla.
El frente norte se estabilizó entre Andoáin y Urnieta durante el resto de la guerra. Antes de marchar de regreso a Navarra, Uranga construyó una línea defensiva, tripulada por cuatro batallones. Las nuevas fortificaciones fueron diseñadas inicialmente por el ingeniero prusiano Hugo Strauss, luego reemplazadas por el español Policarpo Fuentes, y construidas en apenas doce días por 800 trabajadores. El ejército liberal lanzó cuatro ofensivas limitadas sobre el sector desde octubre de 1837 hasta junio de 1838, consiguiendo modestos logros, como la ocupación de Lasarte y Urnieta. En otros lugares, la Expedición Real finalmente se agotó fuera de Madrid, y el principal ejército carlista se retiró más allá del Ebro en octubre de 1837, después de ser derrotado en la Batalla de Aranzueque.
Cada año se celebra en Andoáin una recreación de la batalla, único evento de este tipo en el País Vasco relacionado con las Guerras Carlistas.